# جون بتلر ييتس
جون بتلر ييتس. (1839 - 1922م). (Yeats, John Butler) كاتب ورسام إيرلندي ومتحدث بارز. هو أب لكل من جاك بتلر ييتس ووليم بتلر ييتس حسبما جاء في الموسوعة العربية العالمية.

## نشأته
جاء في الموسوعة العربية العالمية أن ولادة جون بتلر ييتس كانت في توليليش حيث أعماق الريف.

## دراسته
درس القانون ولكنه لم يمارس المحاماة في المحاكم العليا حسبما جاء في الموسوعة العربية العالمية.

## محاولاته الأولى في الحياة العملية
جاء في الموسوعة العربية العالمية أنه قد شد رحاله مرتين إلى لندن ليبحث عن عمل يناسبه ويناسب مهنته بوصفه رساما. وقد نجح في إحراز بعض بغيته بوصفه رسام صور، إلا أنه لم يصبح رساماً عصرياً.

## هجرته إلى الولايات المتحدة الأمريكية وبروزه في حياته العملية ككاتب ومتحدث
لقد هاجر لنيويورك بالولايات المتحدة الأمريكية في عام 1908، حيث عرف من خلال مقالاته وأحاديثه الملفتة للانتباه مما أدى إلى بروزه وشهرته هناك حسبما جاء في الموسوعة العربية العالمية.

## موته
مات في عام 1922م عن عمر يناهز 83 عاماً حسبما جاء في التواريخ المتعلقة به في الموسوعة العربية العالمية.

## روابط خارجية
- جون بتلر ييتس على موقع الموسوعة البريطانية (الإنجليزية)